# Вольная борьба на летних Олимпийских играх 1964 — свыше 97 кг
Соревнования по вольной борьбе в рамках Олимпийских игр 1964 года в тяжёлом весе (свыше 97 килограммов) прошли в Токио с 11 по 14 октября 1964 года в «Komazawa Gymnasium».
Турнир проводился по системе с начислением штрафных баллов. За чистую победу штрафные баллы не начислялись, за победу по очкам борец получал один штрафной балл, за ничью два штрафных балла, за поражение по очкам три штрафных балла, за чистое поражение — четыре штрафных балла. Борец, набравший шесть штрафных баллов, из турнира выбывал. Трое оставшихся борцов выходили в финал, где проводили встречи между собой. Встречи между финалистами, состоявшиеся в предварительных схватках, шли в зачёт. Схватка по регламенту турнира продолжалась 10 минут с перерывом в одну минуту после пяти минут борьбы. Была отменена обязательная борьба в партере; теперь в партер ставили менее активного борца.
В тяжёлом весе боролись 13 участников. Самым молодым участником был 21-летний Ларри Кристофф, самым возрастным 38-летний Дэнис Макнамара. Несомненным фаворитом был Александр Иваницкий, чемпион мира 1962 и 1963 годов. Однако в категории были и другие претенденты: Хамит Каплан, олимпийский чемпион 1956 и серебряный призёр 1960 годов,  Вильфрид Дитрих, действующий олимпийский чемпион и чемпион мира 1961 года, вице-чемпион мира 1962 и 1963 годов, дважды уступивший в финалах Иваницкому Лютви Ахмедов, бронзовый призёр олимпийских игр 1960 года Богумил Кубат. Однако в финальную часть вышли лишь двое: Иваницкий и Ахмедов. Иваницкому для золотой медали было достаточно и ничьи, исходя из имеющегося преимущества по штрафным баллам и эта ничья произошла. А за третье место был проведён нетипичный турнир среди трёх участников с одинаковыми штрафными баллами, выбывших в четвёртом круге. Первая встреча была между Капланом и британцем Макнамурой. При победе британца, была бы проведена встреча между Макнамурой и Кубатом. Но Каплан победил, с Кубатом они свою встречу ещё раньше свели вничью и Каплан получил бронзовую медаль по меньшему весу. 

## Призовые места
- Александр Иваницкий (URS)
- Лютви Ахмедов (BUL)
- Хамит Каплан (TUR)

## Первый круг
| Штрафных баллов | Участник 1                | Результат   | Участник 2               | Штрафных баллов |
| --------------- | ------------------------- | ----------- | ------------------------ | --------------- |
| 1               | Хамит Каплан (TUR)        | По очкам    | Арне Робертссон (SWE)    | 3               |
| 1               | Ларри Кристофф (USA)      | По очкам    | Вильфрид Дитрих (EUA)    | 3               |
| 0               | Александр Иваницкий (URS) | Туше (0:59) | Цэрендонойн Санжаа (MGL) | 4               |
| 1               | Лютви Ахмедов (BUL)       | По очкам    | Янош Режняк (HUN)        | 3               |
| 2               | Богумил Кубат (TCH)       | Ничья       | Штефан Штингу (ROU)      | 2               |
| 1               | Ганпат Андхалкар (IND)    | По очкам    | Дэнис Макнамара (GBR)    | 3               |
| 0               | Масанори Сайто (JPN)      | Пропускал   |                          |                 |

## Второй круг
| Штрафных баллов | Участник 1                | Результат   | Участник 2               | Штрафных баллов |
| --------------- | ------------------------- | ----------- | ------------------------ | --------------- |
| 5               | Арне Робертссон (SWE)     | Ничья       | Масанори Сайто (JPN)     | 2               |
| 3               | Хамит Каплан (TUR)        | Ничья       | Вильфрид Дитрих (EUA)    | 5               |
| 1               | Александр Иваницкий (URS) | По очкам    | Ларри Кристофф (USA)     | 4               |
| 3               | Янош Режняк (HUN)         | Туше (2:34) | Цэрендонойн Санжаа (MGL) | 8               |
| 2               | Лютви Ахмедов (BUL)       | По очкам    | Богумил Кубат (TCH)      | 5               |
| 2               | Штефан Штингу (ROU)       | Туше (8:47) | Ганпат Андхалкар (IND)   | 5               |
| 3               | Дэнис Макнамара (GBR)     | Пропускал   |                          |                 |

## Третий круг
| Штрафных баллов | Участник 1                | Результат   | Участник 2             | Штрафных баллов |
| --------------- | ------------------------- | ----------- | ---------------------- | --------------- |
| 3               | Дэнис Макнамара (GBR)     | Туше (1:23) | Масанори Сайто (JPN)   | 6               |
| 6               | Вильфрид Дитрих (EUA)     | По очкам    | Арне Робертссон (SWE)  | 8               |
| 6               | Ларри Кристофф (USA)      | Ничья       | Хамит Каплан (TUR)     | 5               |
| 1               | Александр Иваницкий (URS) | Туше (2:25) | Янош Режняк (HUN)      | 7               |
| 3               | Лютви Ахмедов (BUL)       | По очкам    | Штефан Штингу (ROU)    | 5               |
| 5               | Богумил Кубат (TCH)       | Туше (4:58) | Ганпат Андхалкар (IND) | 9               |

## Четвёртый круг
| Штрафных баллов | Участник 1                | Результат   | Участник 2            | Штрафных баллов |
| --------------- | ------------------------- | ----------- | --------------------- | --------------- |
| 3               | Лютви Ахмедов (BUL)       | Туше (2:47) | Дэнис Макнамара (GBR) | 7               |
| 7               | Хамит Каплан (TUR)        | Ничья       | Богумил Кубат (TCH)   | 7               |
| 2               | Александр Иваницкий (URS) | По очкам    | Штефан Штингу (ROU)   | 8               |

## Финал

### Встреча 1
| Штрафных баллов | Участник 1                | Результат | Участник 2          | Штрафных баллов |
| --------------- | ------------------------- | --------- | ------------------- | --------------- |
| 4               | Александр Иваницкий (URS) | Ничья     | Лютви Ахмедов (BUL) | 5               |

### Встреча за 3 место
| Штрафных баллов | Участник 1          | Результат   | Участник 2            | Штрафных баллов |
| --------------- | ------------------- | ----------- | --------------------- | --------------- |
|                 | Хамит Каплан (TUR)  | Туше (4:18) | Дэнис Макнамара (GBR) |                 |
|                 | Богумил Кубат (TCH) | Пропускал   |                       |                 |